# アイダ・ニコライチュク
アイダ・ユリジブナ・ニコライチュク（Aida Yurijivna Nikolaychuk, ウクライナ語: Аїда Юріївна Ніколайчук ）は、ウクライナの歌手、ファッションモデル。2012年にウクライナのXーFactor、TVタレントコンペディションの第3シーズンで優勝。
ニコライチェクがポリーナ・ガガリーナの子守唄（Колыбельная、Kalybelnaya）を披露してる最中、歌が上手すぎるのは音声を加工しているのではないかと疑い、審査員が歌唱を中断し、彼女にアカペラで同じ曲を歌うように指示しました。しかし、彼女は伴奏なしで同じように上手に歌い、注目を集めました。
2013年に、ニコライチュクはシングルソングの”わくせいの上”を彼女のデビューアルバムである「みんな空の下」と一緒に初公開しました。

## 幼少期
ニコライチュクは1982年3月3日、ソビエト連邦のウクライナSSRのオデッサで生まれました。彼女は1年生で歌い始め、学校の合唱団のソリストになり、その後2002年までヒップホップのバックアップ歌手として学校で演奏し、5年生と8年生の学校の合唱団で演奏しました。

## 音楽の仕事

### ２０１１年－２０１３年：X-Factorと世界の注目
2011年、ニコライチュクはウクライナのテレビ番組X-Factorの第2シーズンのキャスティングショーに参加し、ショーへの参加を可能にするためにレジ会計としての仕事を辞めました。ショーの審査員が彼女を受け入れることを決定した後、彼女はショーのトレーニング部分に進みました。
ニコライチュクがXファクターから引退した後、キャスティングショーでの彼女のパフォーマンスのビデオはYouTubeで記録的な視聴回数に達しました。その後、ニコライチュクはXファクターへの参加を進めることにしました。彼女はX-FactorOnlineの第2シーズンに参加しました。 2011年11月、彼女はX-Factor Onlineのウィークリーウィナーとして発表され、2011年12月31日、彼女はX-FactorOnlineセカンドシーズンのウィナーとして発表されました。 X-Factor Onlineで優勝したことにより、 Nikolaychukは、オーディションとプレスクリーニングの段階を迂回して、第3シーズンのショーのトレーニングセクションに参加しました。
2012年、ニコライチュクはモスクワとベルリンでの公演に招待されました。 2012年10月10日、彼女はimkaTVからインタビューを受けました。
Nikolaychuk、ニコライチュクは、X-Factorの第3シーズンに参加し、25歳以上のカテゴリーのショーのトレーニングセクションで24位になりました。彼女のカテゴリーメンターはIgorKondratyukでした。その後、ニコライチュクはドイツの歌手トーマス・アンダースを含む審査員のために歌いました。パフォーマンスの後、ニコライチュクは彼女のカテゴリーのトップランキングに入り、12人のトップファイナリストの1人になりました。彼女のカテゴリーには、Eugene Litvinkovich とJames Golovkoも含まれていました。その後、彼女は直接排除ラウンドに参加しました。このラウンドでは、ショーの出場者が審査員の投票によって毎週排除されます。 Nikolaychukが排除されることはありませんでした。 2012年12月22日、彼女は最終ショーに参加しました。彼女のライバルはAlekseySmirnovとEvgenyLitvinkovychでした。 2012年12月29日、彼女はスーパーファイナリストに選ばれ 、AlexeySmirnovはショーから除外されました。 2013年1月5日、ガラコンサートで、ニコライチュクはXファクターの第3シーズンの優勝者を発表しました。
2013年3月6日、ニュースWebサイトSegodnyaは、ウクライナの女性歌手の最も視聴されたビデオをリストにしました。何百万回も再生されたNikolaychukの動画は、5位となりました。
2013年5月、ニコライチュクはベルリンを訪れました。そこにいる間、彼女は写真撮影に参加し、レストラン「ピーターホフ」で話しました。

### ２０１３年－現在：デビュー曲と他
Xファクターの第3シーズンを勝ち取った後、ニコライチュクは独立国家共同体（CIS）諸国のアーティストと協力し始め、ソニーミュージックと契約を結びました。相田は2014年にソニーミュージックとの契約を終了した。 2013年5月末に、彼女は5月 「OnYourPlanet」を発表しました。 2013年5月31日、彼女は故郷のオデッサで最初のソロコンサートを開催しました。
2013年6月8日、ニコライチュクはミニミスウクライナ2013の客員審査員を務めました。

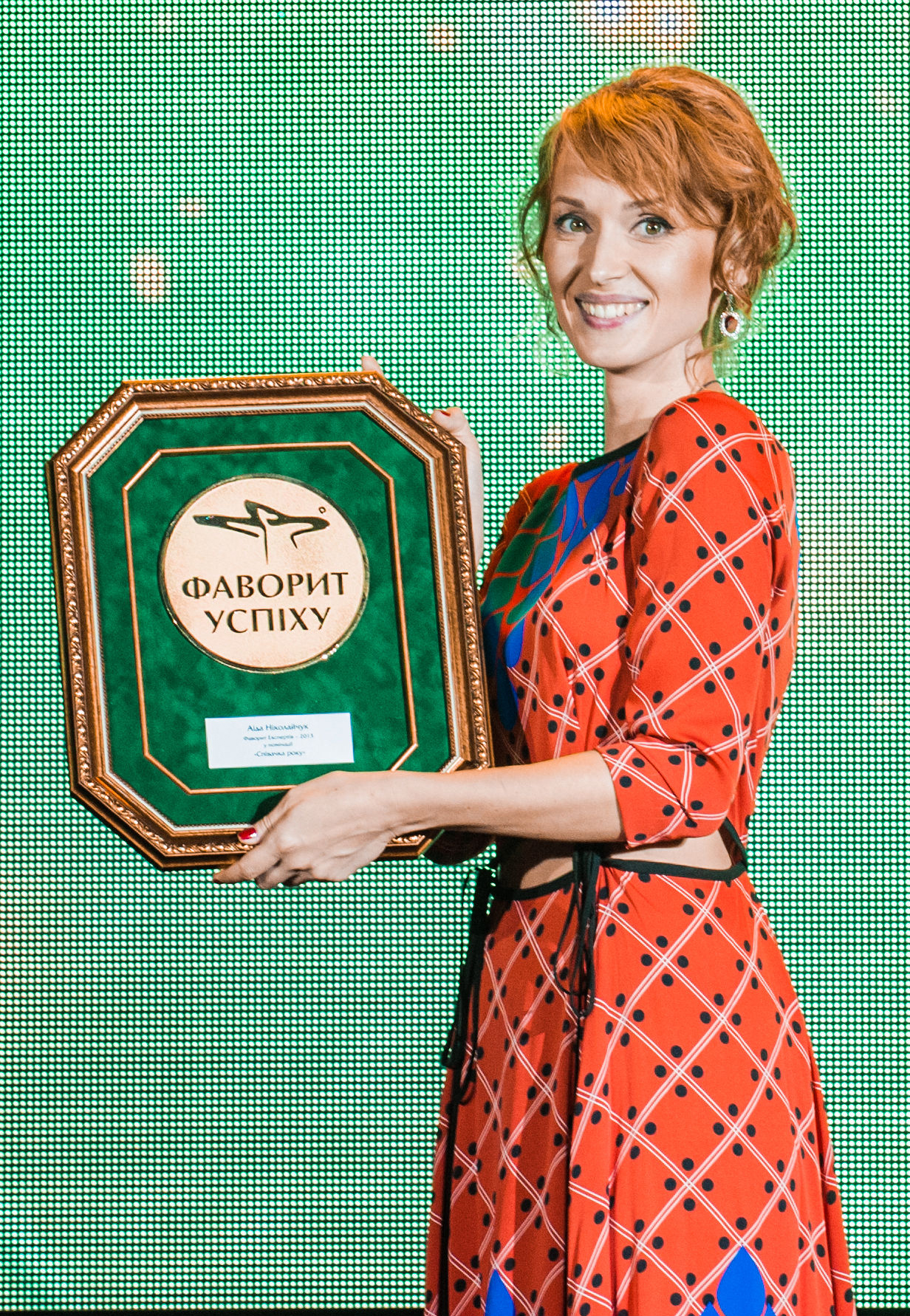
アイダ・二コライチュク 一般人評価の授賞式での「今年の女性歌手」«成功のお気に入り–2013»»

Nikolaychukは現在、ウクライナでコンサートや出演を行っています。
2013年9月4日、ニコライチュクはロシアのテレビチャンネル、オルゴールが主催するコンペティション「プロモーション」に参加し、デビュー動画を発表し、優勝者に選ばれました。
2013年10月4日、ニコライチュクはブルガリアのリトルミスワールド2013で演奏しました。
2013年10月24日、彼女はドネプロペトロフスクで2回目のソロコンサートを行い、地元のタブロイド紙「コムソモリスカヤプラウダ」を訪れました。
2013年12月14日、アイーダのファーストソロアルバム「My PodOdnimNebom」がリリースされました。

全国世論調査«Favoritesof Success – 2013»の結果、アイーダはファンの素晴らしいサポートにより「女性歌手オブザイヤー」に選ばれました。
彼女は、ユーロビジョンソングコンテスト2016でウクライナの参加者を選ぶための全国決勝に参加すると発表されました。

## 音楽集

### X-Factorで歌われたシングルス
| ショーのステージ                     | 歌                                                                  |
| ------------------------------------ | ------------------------------------------------------------------- |
| シーズン2：キャスティング            | ポリーナ・ガガーリナ：「子守唄」                                    |
| シーズン2：5回目の生放送             | ユリヤ・サビチェバ：「非常に」                                      |
| シーズン2：ガラコンサート            | アデル - ローリング・イン・ザ・ディープ"                            |
| 合宿                                 | ホイットニー・ヒューストン：「私はあなたに走りたい」                |
| 審査員のパフォーマンス               | クリスティーナ・アギレラ：「あなたは私を失った」                    |
| 最初の生放送                         | バーブラ・ストライサンド：「恋する女」                              |
| 2回目の生放送                        | スパイスガールズ：「ビバフォーエバー」                              |
| 3回目の生放送                        | Valentina Pomoreva：「愛は妖精の国」（残酷なロマンスから）          |
| 4回目の生放送                        | ローレン・クリスティ：「夜の色」                                    |
| 5回目の生放送                        | イルィーナ・ビリック：「ジロンカ」                                  |
| 6回目の生放送                        | アニ・ロラク：「私の心に聞いて」                                    |
| 7回目の生放送                        | アバ：「マネー、マネー、マネー」                                    |
| 8番目の生放送                        | マリリン・モンロー：「愛されたいのに」                              |
|                                      | ティナ・カロル：「そっと」                                          |
| 9回目の生放送                        | カイリー・ミノーグ：「インユアアイズ」                              |
|                                      | リュドミラセンチーナ：「ホワイトアカシア」                          |
| 10回目の生放送（最終）               | ポリーナ・ガガリーナ：「子守唄」                                    |
|                                      | クリス・ノーマン：「Stumblin'In」（クリス・ノーマンとのデュエット） |
|                                      | ララ・ファビアン：「Jesuismalade」                                  |
| 11回目の生放送（スーパーファイナル） | マリリン・モンロー：「愛されたいのに」                              |
|                                      | アバ：「マネー、マネー、マネー」                                    |
|                                      | イルィーナ・ビリック：「ジロンカ」                                  |
|                                      | ピンク：「やってみて」                                              |
|                                      | ポリーナ・ガガリーナ：「子守唄」                                    |

### シングルス
| プレゼンテーション | 歌                                                            | アルバム                    |
| ------------------ | ------------------------------------------------------------- | --------------------------- |
| 2013年5月27日      | Na tvoey planete（あなたの惑星上）                            | 私たちは1つの空の下にいます |
| 2013年7月20日      | 私のポッドodnimnebom（私たちは1つの空の下にいます）           | 私たちは1つの空の下にいます |
| 2013年9月2日       | Ne obeschay（約束しないでください）                           | 私たちは1つの空の下にいます |
| 2013年9月21日      | Lyudi-mirazhi（人々は蜃気楼です）                             | 私たちは1つの空の下にいます |
| 2013年10月22日     | Day mne noch '（私に夜をください）                            | 私たちは1つの空の下にいます |
| 2013年12月14日     | U lyubvi moyey tvoi glaza（私の愛はあなたの目を持っています） | 私のポッドオドニムネボム    |
| 2013年12月14日     | Taksumuêvesna（とても悲しい春）                               | 私のポッドオドニムネボム    |
| 2013年12月14日     | ウレタイ（フライアウェイ） （イーゴリ公オペラ）               | 私のポッドオドニムネボム    |
| 2013年12月14日     | 私たちは一つの天国の下にいます                                | 私のポッドオドニムネボム    |

### ミュージックビデオ
- "Na tvoey planete" (２０１３年）
- "Ne obeschay" (２０１３年）
- "korotkie Gudki" (２０１５年）